# Elton John's Greatest Hits Volume II
Elton John's Greatest Hits Volume II è la seconda raccolta dei principali successi dell'artista britannico Elton John, proseguimento logico del primo, trionfale Greatest Hits.

## Descrizione
Elton si era momentaneamente ritirato dalla scena musicale quando fu distribuito questo LP (13 settembre 1977). Esistono diverse versioni del disco; in quella britannica (pubblicata dalla DJM Records, a differenza di quella americana, prodotta dalla MCA Records) trovava spazio il brano Bennie and the Jets (proveniente dall'album del 1973 Goodbye Yellow Brick Road), appena uscito come singolo nel Regno Unito (1976); negli Stati Uniti, però, la canzone era già apparsa nel primo Greatest Hits: venne quindi sostituita da Levon, uno dei primi singoli della rockstar (proveniente dall'album del 1971 Madman Across the Water).
Sorry Seems To Be The Hardest Word (facente parte dell'album Blue Moves, del 1976) e Don't Go Breaking My Heart, gli unici due brani della raccolta precedentemente distribuiti dalla Rocket Records, verranno sostituiti da Tiny Dancer (dell'album Madman Across the Water) e I Feel like a Bullet (in the Gun of Robert Ford) (dell'LP del 1975 Rock of the Westies) nella versione in CD (1992); saranno tuttavia inclusi nella compilation Greatest Hits: 1976-1986.
Per quanto riguarda gli altri brani, occorre citare gli album di provenienza: The Bitch Is Back fu estratta dal disco Caribou (1974); Someone Saved My Life Tonight proveniva da Captain Fantastic and the Brown Dirt Cowboy (1975), mentre Island Girl e Grow Some Funk of Your Own facevano parte di Rock of the Westies (1975). 
Infine, i singoli Lucy In The Sky With Diamonds, Philadelphia Freedom e Pinball Wizard apparivano per la prima volta in un album (anche se saranno poi inclusi nelle versioni rimasterizzate degli album Captain Fantastic e Caribou).
Nell'LP originale del Greatest Hits Volume II era incluso un booklet contenente i testi dei brani e un'immagine per ogni canzone.

## Tracce

### LP 1977 (Regno Unito)
1. The Bitch Is Back
2. Lucy in the Sky with Diamonds
3. Sorry Seems to Be the Hardest Word
4. Don't Go Breaking My Heart (con Kiki Dee)
5. Someone Saved My Life Tonight
6. Philadelphia Freedom
7. Island Girl
8. Grow Some Funk of Your Own
9. Bennie and the Jets
10. Pinball Wizard (dal film Tommy)

### LP 1977 (Stati Uniti)
1. The Bitch Is Back
2. Lucy in the Sky with Diamonds
3. Sorry Seems to Be the Hardest Word
4. Don't Go Breaking My Heart (con Kiki Dee)
5. Someone Saved My Life Tonight
6. Philadelphia Freedom
7. Island Girl
8. Grow Some Funk of Your Own
9. Levon
10. Pinball Wizard (dal film Tommy)

### CD 1992
1. The Bitch Is Back
2. Lucy in the Sky with Diamonds
3. Tiny Dancer
4. I Feel like a Bullet (in the Gun of Robert Ford)
5. Someone Saved My Life Tonight
6. Philadelphia Freedom
7. Island Girl
8. Grow Some Funk of Your Own
9. Levon
10. Pinball Wizard (dal film Tommy)